# El Tucuche
Der El Tucuche ist mit 937 Metern der zweithöchste Berg Trinidads. Er ist im westlichen Teil der Northern Range gelegen, eines Mittelgebirges, das den größten Teil des Nordens der Insel durchzieht.

## Etymologie
Der Name „Tucuche“ entstammt der Sprache der Arawak, die bei Ankunft der Spanier weite Teile Trinidads bewohnten. Das Arawak-Wort „tukusi“ bedeutete „Kolibri“ und wurde von den Spaniern leicht verändert übernommen und mit einem Artikel versehen.

## Lage und Geologie
Mit 937 Metern ist der El Tucuche der zweithöchste Berg Trinidads – der weiter östlich gelegene Cerro del Aripo ist drei Meter höher. Der El Tucuche befindet sich etwa auf halbem Wege zwischen St. Joseph und der Maracas Bay an der Nordküste. Er verfügt über einen Doppelgipfel, dessen höherer Gipfel ein kleines Plateau bildet. Am Fuße des Berges liegt das Dorf Loango. Ebenfalls am Fuße des Berges befindet sich der höchste Wasserfall des Landes, der 92 Meter hohe Maracas Falls. Die Höhe des El Tucuche wird in der Literatur mitunter abweichend mit 936 Metern angegeben. Die offizielle Höhe von 937 Metern wurde 2014 von einem Team von Vermessungstechnikern der University of the West Indies festgestellt.

## Flora und Fauna
Ein auf Trinidad endemischer, vom Aussterben bedrohter Laubfrosch, der nur in wenigen Höhenlagen der Insel ab etwa 800 Metern vorkommt, ist der Golden Tree Frog (Phyllodytes auratus). Auch der Mount Tucuche Tree Frog (Flectonotus fitzgeraldi) und der Urich’s Rain Frog (Pristimantis urichi) sind unterhalb des Gipfels zu finden. An den Hängen des Berges leben außerdem Brüllaffen sowie diverse Kolibriarten wie der Kurzschnabelamazilie (Amazilia brevirostris), der Kupferbürzelamazilie (Amazilia tobaci), der Schwarzbrust-Mangokolibri (Anthracothorax nigricollis), der Weißschwanz-Degenflügel (Campylopterus ensipennis), die Schmuckelfe (Lophornis ornatus) oder der Rotschwanz-Schattenkolibri. Gelegentlich hörbar ist eine bis zu 35 Zentimeter lange Megascolecidae-Art.
Bis auf eine Höhe von etwa 800 Metern ist der El Tucuche von Tieflandregenwald bedeckt, der in höheren Lagen in Nebelwald übergeht. Im Tieflandregenwald finden sich etwa 40 Baumarten, unter denen Licania ternatensis (lokal Boisgris genannt), Sterculia caribaea (Mahoe) und Byrsonima spicata (Serrette) dominieren. Im Nebelwald finden sich nur noch 15 Baumarten, unter denen Roupala montana (Bois Bandé) und Eschweilera trinitensis (Mountain Guatecare) dominieren. Eine an den Hängen des El Tucuche wachsende Pflanze ist Psammisia urichiana, ein Heidekrautgewächs mit trompetenförmigen, roten Blütenblättern und weißen Spitzen. Erwähnenswert sind weiterhin Glomeropitcairnia erectiflora, in deren Blatttrichtern der Golden Tree Frog lebt, und die fleischfressende Utricularia montana.

## Geschichte
Der El Tucuche soll für die Arawak, die die Region vor Ankunft der Europäer bewohnten, ein heiliger Berg gewesen sein, wofür es aber keine Belege gibt. Die einzigen Petroglyphen Trinidads finden sich in Caurita, drei Kilometer südöstlich des Tucuche-Gipfels. Ab den 1870er-Jahren kam es zu einem Boom von Kakaoplantagen auf Trinidad, und da das verkehrstechnisch günstig gelegene Land bei den Häfen von Port of Spain und San Fernando im Westen der Insel bereits durch Zuckerplantagen belegt war, mussten neue Kakaopflanzer nach Osten und in die Hänge der Northern Range ausweichen. Während der Kakaoanbau seit dem Zweiten Weltkrieg statistisch keine große Rolle mehr spielt, werden an den Hängen des El Tucuche immer noch Kakaoplantagen betrieben.

## Trivia
Ein trinidadisches Musikduo, bestehend aus dem Bunji-Garlin-Gitarristen Nigel Rojas und dem Steel-Pan-Spieler Derron Ellies, nennt sich nach dem Berg "El Tucuche". Ein Fonds der trinidadischen First Citizens Bank ist nach dem Berg benannt.